# Medalla Conmemorativa del 80.º Aniversario de la Liberación de la República de Bielorrusia de los Invasores Fascistas Alemanes
La Medalla Conmemorativa del 80.º Aniversario de la Liberación de la República de Bielorrusia de los Invasores Fascistas Alemanes (en bielorruso: Юбілейны медаль «80 год вызвалення Рэспублікі Беларусь ад нямецка-фашысцкіх захопнікаў») es una condecoración estatal de la República de Bielorrusia, establecida el 29 de febrero de 2024 por el Decreto del presidente de la República de Bielorrusia n.º 75 «Sobre el Establecimiento de la Medalla Conmemorativa del 80.º Aniversario de la Liberación de la República de Bielorrusia de los Invasores Fascistas Alemanes». Para conmemorar la liberación del territorio de Bielorrusia de la ocupación alemana durante la Segunda Guerra Mundial.

## Criterios de concesión
La Medalla Conmemorativa del 80.º Aniversario de la Liberación de la República de Bielorrusia de los Invasores Fascistas Alemanes se otorga a:
- Veteranos de la Gran Guerra Patria;
- Exprisioneros de campos, prisiones, guetos y otros lugares de detención forzada, creados por los fascistas y sus aliados durante la Segunda Guerra Mundial;
- Ciudadanos extranjeros y apátridas que residan permanentemente fuera de Bielorrusia y participaron directamente en la lucha por la liberación de Bielorrusia de los invasores nazis durante la Gran Guerra Patria;
- Militares de las Fuerzas Armadas de Bielorrusia, otras tropas y formaciones militares, empleados de organismos estatales y otras personas que hayan contribuido significativamente a la educación heroica y patriótica de los ciudadanos, perpetuando la memoria de los caídos, organizando eventos dedicados al 80.º aniversario de la liberación de Bielorrusia de los invasores fascistas alemanes.

La insignia de la medalla se lleva en el lado izquierdo del pecho y, en presencia de otras órdenes y medallas de Bielorrusia, se coloca justo después de la Medalla Conmemorativa del 75.º Aniversario de la Liberación de la República de Bielorrusia de los Invasores Fascistas Alemanes.

## Descripción
Es una medalla de metal dorada con forma circular de 33 mm de diámetro y con un borde elevado por ambos lados. Todos los elementos de la medalla están grabados.
En el anverso de la medalla, en el centro hay una imagen de un soldado del Ejército Rojo de Obreros y Campesinos con uniforme de verano y un subfusil PPSh-41 en la mano, a la derecha se puede observar una figura de un partisano con una ametralladora ligera Degtiariov. A la derecha de las figuras, una debajo de la otra, están los años «1944» y «2024», arriba hay una imagen de un castillo de fuegos artificiales. En la parte inferior de la medalla se encuentra la Orden de la Guerra Patria, de color dorado, ubicada sobre una corona de hojas de roble.
En el reverso de la medalla en el centro está la inscripción «80 AÑOS DE LA LIBERACIÓN DE BIELORRUSIA DE LOS INVASORES NAZIS», alrededor de la cual hay una media corona de laurel entrelazada con una cinta y sobre ella una estrella dorada de cinco puntas.
La medalla está conectada con un ojal y un anillo a un bloque pentagonal cubierto con una cinta muaré de seda bordada de 24 mm de ancho de color verde con dos franjas longitudinales rojas en los bordes y una más estrecha del mismo color en el medio.